# Levenscyclus
De biologische levenscyclus van meercellige organismen met geslachtelijke voortplanting is de volledige opeenvolging van de fasen van groei en ontwikkeling van het moment vanaf de vorming van de eencellige zygote tot aan de vorming van de eencellige haploïde gameten met inbegrip van geslachtelijke, ongeslachtelijke of vegetatieve voortplanting die daarin plaatsvinden. Bij organismen die zich alleen ongeslachtelijk voortplanten spreekt men gewoonlijk niet van een biologische levenscyclus. 
De meercellige eukaryoten met geslachtelijke voortplanting komen overeen in drie belangrijke mijlpalen in hun levenscyclus: de vorming van gameten, de versmelting van gameten en van hun kernen tot een zygote en de meiose (of reductiedeling, rijpingsdeling).
De gameten (geslachtelijke voortplantingscellen) zijn zeer divers, zoals eencellig met of zonder flagellen voor de voortbeweging of soms alleen een celkern.
De zygotes (het product van de bevruchting) hebben een grote verscheidenheid zoals zelfstandige cellen (met of zonder flagellen), soms met een dikke celwand of zonder celwand.
Bij de meiose, ergens in de levenscyclus, vindt de overgang plaats van een diploïde fase (dit is de diplofase) naar een haploïde kernfase (dit is de haplofase). Door plasmogamie zorgen de haploïde geslachtelijke voortplantingscellen (gameten, de mannelijke en vrouwelijke cellen voor de geslachtelijke voortplanting) door versmelting gecombineerd met karyogamie) voor de bevruchting en voor de vorming van de diploïde zygote, en de eventuele verdere vorming van een diploïde individu. De groei en ontwikkeling bij meercellige eukaryotische organismen bestaat uit celdelingen, celdifferentiatie en morfogenese (en vooral bij dieren ook wel: de ontogenie).
De typologieën van levenscycli berusten vooral op de generatiewisseling, op de kernfasewisseling en op de afwisseling van individuen.
- Generatiewisseling (kort voor: morfologische generatiewisseling) is het aspect van de levenscyclus dat betrekking heeft op de afwisseling van twee of drie generaties. Het gaat daarbij om de mate waarin groei en ontwikkeling plaatsvindt tot een meercellige generatie. Er zijn veel soorten zonder generatiewisseling. Voorbeelden: bij veel varens is er een afwisseling van de "varenplant" en een voorkiem; bij dieren is er maar één morfologische generatie en geen generatiewisseling.
- Kernfasewisseling (kort voor: cytologische kernfasewisseling) is de afwisseling van twee kernfasen: een haploïde kernfase en een diploïde kernfase.
  - De haplofase (vaak aangegeven met n) is de kernfase na de meiose met uiteindelijk de vorming van de haploïde gameten.
  - De diplofase (vaak aangegeven met 2n) is de kernfase na de bevruchting en vorming van de eencellige, diploïde zygote (zoals de bevruchting van de eicel door een zaadcel).
- Afwisseling van individuen wordt waargenomen als er zelfstandig levende individuen gedurende de volledige levenscyclus kunnen worden onderscheiden. Bijvoorbeeld bij veel varens kunnen elkaar afwisselende individuen worden onderscheiden: de voorkiem en de 'varenplant'; bij zaadplanten is er in hun levenscyclus maar een individu te onderscheiden.

## Gebruik van termen
Voor de opkomst van de moleculaire biologie was het systematisch onderzoek aan de verschillende planten- en algengroepen, en in het bijzonder van de fylogenie, niet alleen gebaseerd op morfologische kenmerken en de ontwikkeling van die kenmerken, maar vooral ook op de analyse van de levenscyclus. Omdat het traditionele onderzoek van levenscycli al zeer lang plaatsvindt aan onderling zeer verschillende groepen (in het bijzonder aan verschillende groepen van algen), worden er veel verschillende termen gebruikt. Soms worden verschillende termen voor hetzelfde begrip gebruikt, of omgekeerd: een term wordt gebruikt in verschillende vakgebieden voor verschillende begrippen. In de verschillende groepen organismen worden vaak gespecialiseerde termen gebruikt, omdat het niet op voorhand duidelijk is of het om homologe structuren gaat.
Er zijn enkele bijzondere groepen waar andere criteria en andere termen worden gebruikt bij de beschrijving van de levenscyclus, zoals bij parasitaire organismen met de afwisseling van gastheren als criterium, en bij de levenscyclus van zaadplanten met de vorming van zaden als belangrijkste mijlpaal in hun levenscyclus.
De term 'levenscyclus' wordt ook losjes gebruikt bij de beschrijving van de levensfasen of levensloop van de mens. Het begrip heeft hier betrekking op enkele individuen en loopt vanaf de conceptie (of vanaf de geboorte) tot aan de dood.
Buiten de biologie wordt de term levenscyclus in een figuurlijke of overdrachtelijke betekenis wel gebruikt, zoals voor de levenscyclus van sterren of die van producten.

## Biologische benaderingen begrip levenscyclus
Bij de studie van biologische levenscycli zijn er verschillende benaderingen mogelijk, waarvan de belangrijkste zijn generatiewisseling, kernfasewisseling en afwisseling van individuen. Het begrip levenscyclus wordt vooral gebruikt in de plantkunde in de oude, zeer ruime omgrenzing, inclusief algen, schimmels en planten, en slaat op zich geslachtelijke voortplantende meercellige eukaryoten.
- De (morfologische) generatiewisseling is de afwisseling van morfologische generaties.[4] Vaak worden de termen levenscyclus en generatiewisseling zonder onderscheid gebruikt en wordt er meestal gedoeld op kernfasewisseling.[5]
- De (cytologische) kernfasewisseling is de afwisseling van kernfasen, met andere woorden de afwisseling van haplofase en diplofase.[6]
- De afwisseling van individuen is de afwisseling van de in de levenscyclus zelfstandig levende individuen.[7]

Nog andere biologische benaderingen van het begrip levenscyclus zijn metamorfose of gedaanteverwisseling, en gastheerwisseling zoals bij parasieten. De term levenscyclus wordt daar in andere context gebruikt:
- Metamorfose:
  - Gedaanteverwisseling bij dieren is de afwisseling van gedaanten in de ontwikkeling van een individu en van een generatie, bij voorbeeld bij insecten of bij amfibieën.
  - Ontwikkeling zoals bij amfibieën (zoals kikkers, salamanders) en bij geleedpotigen (zoals insecten, krabben).
- De gastheerwisseling bestaat uit de wisseling of wisselingen van gastheer of waard die kunnen optreden gedurende de verschillende levensfasen bij parasitaire organismen. Op grond hiervan worden verschillende typen levenscycli onderscheiden.
- Bij de zaadplanten wordt de levenscyclus gewoonlijk anders beschreven: de levenscyclus loopt van zaad tot zaad dat dient voor de voortplanting.
- Fenologie, de studie van seizoensaspecten is het verband tussen seizoengebonden organische natuurverschijnselen bij planten, zoals begin van de bloei, de herfstkleuren en de bladval, of het ontluiken van knoppen,

## Mijlpalen van de levenscyclus
De opeenvolging van de hieronder genoemde mijlpalen, met de eventuele groei en ontwikkeling tussen deze mijlpalen is bepalend voor het type levenscyclus van zich geslachtelijk voortplantend meercellig organismes:
1. Gametogenese: de vorming van gameten (haploïde geslachtelijke voortplantingscellen)
2. De bevruchting door versmelting van gameten: een combinatie van plasmogamie (celversmelting) en karyogamie (kernversmelting) en de vorming van de zygote. De chromosomen van de twee celkernen worden bij elkaar gevoegd, zodat de hieruit ontstane kern diploïde is (2n, een dubbel aantal chromosomen).
Bij veel organismen treden plasmogamie en karyogamie direct na elkaar op, maar bij Ascomycota en Basidiomycota is dit vaak niet het geval.
  - De plasmogamie: de versmelting van de twee protoplasten van de gameten.
  - De karyogamie: de versmelting van twee celkernen vormt het criterium voor geslachtelijke voortplanting. Hierbij komen de homologe chromosomen bij elkaar.
3. De meiose (met vorming van haploïde dochtercellen uit een diploïde moedercel) kan op verschillende momenten in de levenscyclus plaatsvinden.
  - Gametische meiose: de gameten worden meiotisch gevormd door een diploïde individu (gametofyt), die na de bevruchting zich uit de zygote gevormd heeft. Er is dus geen haploïde generatie te onderscheiden, maar alleen een diploïde generatie. Een dergelijke levenscyclus wordt daarom diplofasische cyclus genoemd.
  - Sporische of intermediaire meiose: door meiose worden aan een diploïde individu (sporofyt) de haploïde sporen gevormd, de meiosporen. Er is een zowel een diploïde generatie als een haploïde generatie te onderscheiden. Een dergelijke levenscyclus wordt daarom diplohaplofasische cyclus genoemd.
  - Zygotische meiose: de diploïde zygote ondergaat direct weer meiose, waarna zich een haploïde gametofyt ontwikkelt. Er is dus geen diploïde generatie, maar alleen een haploïde generatie. Een dergelijke levenscyclus wordt daarom haplofasische cyclus genoemd.

In de levenscyclus zijn zo een afwisseling van een fase van voortplanting en een fase van groei en ontwikkeling waarneembaar.
Bij geslachtelijke voortplanting maken verschillende individuen van een soort in een populatie een combinatie van hun genetische materiaal en creëren daarmee een nakomeling.
Bij ongeslachtelijke voortplanting maakt een enkel individu in een populatie een kopie van zichzelf, zoals bij binaire deling, de vorming van sporen, of bij vegetatieve vermeerdering.

### Vorming van gameten

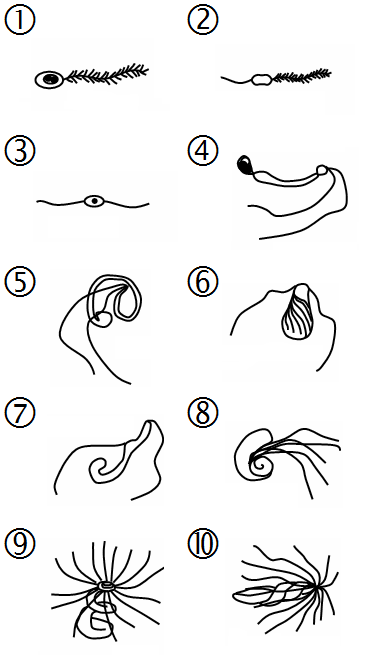
Spermatozoïden van
Algen: 1) diatomee 2) Laminaria 3) Fucus
----
Embryophyta: 4) levermos 5) mos 6) Lycopodium 7) Selaginella 8) Psilotum 9) varen 10) Equisetum

#### Verdeling van gametenvormende organen
Gametangiën en gonaden zijn organen voor de vorming van gameten. Bij eenhuizige soorten bevinden zich op de haploïde gametofyt zowel mannelijke als vrouwelijke gametangiën; men spreekt dan van tweeslachtige gametofyten. Bij een tweehuizige soort zijn er op een gametofyt of mannelijke of vrouwelijke gametangiën te vinden; men spreekt dan van mannelijke of vrouwelijke gametofyten.
Bij zaadplanten worden de termen een- en tweehuizig anders gebruikt. Binnen deze groep slaat het op de verdeling over de planten en de bloemen van de meeldraden (waar de mannelijke sporangiën, sporen, gametofyten en gameten worden gevormd) en de vruchtbladen (waar de vrouwelijke sporangiën, sporen, gametofyten en gameten worden gevormd).

#### Naamgeving van gametenvormende organen
De organen die de gameten vormen hebben bij de verschillende groepen vaak ook verschillende namen. De volgende typen organen voor de vorming van gameten kunnen worden onderscheiden:
- oögonium: een vrouwelijk gametangium
- spermatogonium: een mannelijk gametangium

Bij Embryophyta:
- een archegonium is een vrouwelijk gametangium met wand van steriele cellen
- een antheridium is een mannelijk gametangium met wand van steriele cellen

Gonaden bij dieren:
- ovarium: een vrouwelijk gonade, het orgaan voor de vorming van eicellen (bij dieren)
- testis: een mannelijk gonade, het orgaan voor de vorming van spermatozoïden (bij dieren)

#### Typen gameten
Gameten zijn de cellen voor de geslachtelijke voortplanting. Het zijn haploïde cellen: ze hebben een enkele set chromosomen, aangegeven met n. Afhankelijk van de beweeglijkheid en de zelfstandigheid worden verschillende typen gameten onderscheiden:
- zoögameten of planogameten: gameten die zich kunnen voortbewegen met flagellen
- aplanogameten: amoeboïde gameten zonder flagellen
- eicellen, oösferen: niet beweeglijke vrouwelijke gameten
- spermatozoïden, antherozoïden, zaadcellen: mannelijke gameten met flagellen
- spermakernen, generatieve kernen: mannelijk gameetkernen (bij bedektzadigen)
- spermatiën: mannelijke, niet beweeglijke gameten

### Versmelting van gameten
De zygote is het versmeltingsprodukt van twee gameten (plasmogamie). Versmelting van de kernen vindt echter niet altijd direct plaats. Pas als ook de kernversmelting (karyogamie) heeft plaatsgevonden vormt zich de diploïde zygoten. Deze hebben een dubbele set chromosomen, aangegeven met 2n.
Veel schimmels hebben tijdens een deel van de levenscyclus twee haploïde kernen in de cellen, doordat er tussen de celversmelting en de kernversmelting nog een aparte fase met groei en ontwikkeling is tussengevoegd. Deze schimmels hebben dus in deze dikaryotische fase twee kernen en heten dan ook Dikarya.

#### Syngamie
Gametogonie (syngamie) is de versmelting van twee gameten tot een zygote. Hierbij zijn de gameten haploïde (n) en de zygote diploïde (2n). Bij gametogonie kunnen verschillende typen worden onderscheiden, zoals:
- bevruchting: algemene term voor versmelting van twee haploïde gameten of gameetkernen
- plasmogamie, conjugatie: versmelting van het cytoplasma van twee gameten of twee thalli
- karyogamie, kernversmelting: versmelting van twee gameetkernen
- gametangiogamie: versmelting van gametangia waarbij de gameten gereduceerd zijn tot kernen
- somatogamie: versmelting van twee normale cellen van de planten
- anastomose: versmelting van twee hyfen met uitwisseling van kernen
- isogamie: de versmelting van morfologisch gelijke (en hoogstens fysiologisch verschillende) gameten
- anisogame zoösporie: de versmelting van morfologisch verschillende beweeglijke gameten (zwemsporen): micro- en macrogameet
- planogamie: als de versmelting van twee zoögameten een beweeglijke planozygote oplevert
- aplanogamie: als de versmelting van een beweeglijke gameet en een niet-beweeglijke gameet een zygote oplevert
- oögamie:
  - eicellen: vrouwelijke gameten niet beweeglijk en groter dan de mannelijke gameten beweeglijk
  - beweeglijke spermatozoïden, of niet beweeglijke spermatiën
- sifonogamie: door het buisvormig uitgroeien van het microprothallium wordt een generatieve kern bij eicel gebracht

#### Zygote
Een zygote is het product van versmelting van twee gameten en van de kernen van beide gameten. De volgende typen zygoten komen voor:
- aplanozygote is een onbeweeglijke zygote
- planozygote is een beweeglijke zygote (met een of meer flagellen)
- amoebozygote is een amoeboïde zygote (die zich als een amoebe kan voortbewegen), soms met flagellen
- hypnozygote is een zygote in ruststadium met verdikte wand
- oöspore is een binnen een gametangium gevormde zygote in ruststadium
- zygosporangium is het ruststadium, ontstaan door gametangiogamie (versmeltingsproduct van twee gametangiën)
- heterokaryon, heterozygote diploïdie: versmeltingsproduct bij genetische recombinatie zonder meiose bij parasexuele cyclus

### Reductiedeling

Schema reductiedeling of meiose

De meiose, of hetzelfde reductiedeling of rijpingsdeling, is een celdeling die ervoor zorgt dat het dubbele aantal chromosomen weer wordt teruggebracht tot het enkele aantal chromosomen: van diploïde naar haploïde. Bij de meiose worden gameten of sporen gevormd. Men spreekt wanneer er gameten worden gevormd van een gametische meiose en wanneer er sporen worden gevormd van een sporische meiose. Bij enkele groepen worden in een monogenetische cyclus in de diploïde generatie door reductiedeling de gameten gevormd. Meestal worden de sporen gevormd, die ook wel meiosporen worden genoemd omdat ze door meiose uit een sporemoedercel ontstaan.
De volgende typen sporen kunnen worden onderscheiden:
- tetraspore: in tetraden gevormde sporen. De sporen liggen in twee ongeveer loodrecht op elkaar staande paren, als op de hoekpunten van een regelmatig viervlak.
- zygospore: ontstaan door meiose uit een hypnozygote
- zoöspore of planospore: spore die zich met ciliën of flagellen kunnen voortbewegen
- aplanospore: onbeweeglijke spore, zonder ciliën of flagellen
- hypnospore: spore in ruststadium met verdikte wand

### Schema geslachtelijke voortplanting
Op onderstaand schema zijn er vele variaties: niet altijd zijn alle genoemde onderdelen aanwezig.

## Morfologische generatiewisseling
De (morfologische) generatiewisseling is het aspect van de levenscyclus dat betrekking heeft op generaties. Een generatie is een meercellig stadium in de ontwikkeling van een organisme, dat begint met een voortplantingscel (spore of zygote) en dat – na een periode van duidelijke vegetatieve activiteit – eindigt met de vorming van andere reproductieve cellen (sporen of gameten). Generatiewisseling is voor het eerst beschreven door Wilhelm Hofmeister waarbij hij de levenscyclus van mossen, varens en zaadplanten vergeleek.
Bij dieren en bij enkele planten (zoals bij verschillende algen, slijmzwammen en schimmels) ontwikkelt de zygote tot een volledig diploïde individu, dat bij geslachtelijke rijpheid de door meiose de haploïde gameten voortbrengt. Na de versmelting van de gameten vormt de zygote weer het begin van de diploïde generatie. De volledige cyclus wordt hier gevormd door één enkele generatie en kan dus niet gesproken worden van generatiewisseling (zie monogenetische cyclus).
Bij de meeste andere organismen verloopt de ontwikkeling anders: uit de zygote ontwikkelt zich een organisme dat morfologisch anders is dan het organisme dat de gameten vormt.
De termen sporofyt en gametofyt bij planten (in de oude, ruime betekenis, ongeveer de fotosynthetische Eukaryoten samen met de schimmels) zijn verbonden met de geslachtelijke voortplanting. Een generatie is gametofyt als het de haploïde gameten produceert. Een generatie is sporofyt als het sporen produceert voor de ongeslachtelijke voortplanting. Meestal worden na de meiose (reductiedeling) meiosporen gevormd door de generatie die dan meiosporofyt genoemd kan worden.
Op grond van het aantal generaties tussen een zygote en de volgende vorming van een zygote, gelet op het onderscheid tussen gametofyt en sporofyt, zijn er drie typen levenscycli te onderscheiden: monogenetische, digenetische en trigenetische cyclus. Soms worden in plaats daarvan de termen monofasische, difasische en trifasische cyclus gebruikt, die hier een andere betekenis hebben.

### Monogenetische cyclus
De monogenetische cyclus (zelden ook monofasische cyclus genoemd) is een levenscyclus waarbij zich uit de zygote de gametofyt ontwikkelt, die (per definitie) de gameten produceert. Er is maar een generatie, de gametofyt. Hier kan dan eigenlijk ook niet gesproken worden van generatiewisseling. Te onderscheiden zijn de zygotische cyclus en de gametische cyclus.

#### Monogenetische haplonten
Bij de monogenetische cyclus met zygotische meiose (zygotische cyclus) ondergaat de diploïde zygote meiose (reductiedeling), waarna zich een haploïde (meercellige) gametofyt ontwikkelt. Organismen met alleen een haploïde generatie zijn haplonten.
Bij de monogenetische cyclus komt eenhuizigheid (individuën zijn tweeslachtig) en tweehuizigheid (individuën zijn of mannelijk of vrouwelijk) voor.
Dit type cyclus komt voor bij verschillende algengroepen (Dinophyta, Heterokontophyta, Chlorophyta), slijmzwammen (Acrasiomycota) en schimmels (Chytridiomycota, Zygomycota, Ascomycota en Oomycota of Peronosporomycetes).

#### Monogenetische diplonten
Bij de monogenetische cyclus met gametische meiose (gametische cyclus) ontwikkelt de diploïde zygote zich door gewone celdeling (mitose) tot een eveneens diploïde, meercellige gametofyt. De gametofyt vormt na een reductiedeling (meiose) de gameten. Organismen met alleen een diploïde generatie zijn diplonten.
Dit type cyclus komt voor bij verschillende algengroepen (Heterokontophyta, Chlorophyta) en schimmels (Oomycota en Ascomycota).

### Digenetische cyclus
Bij de digenetische cyclus (zelden ook difasische cyclus genoemd) is er een afwisseling van twee afzonderlijke meercellige generaties: een gametofyt, ontstaan uit een (meio-)spore en een (meio-)sporofyt. Organismen met zowel een haploïde als een diploïde generatie zijn diplohaplonten.
Eventueel zijn er een mannelijke en een vrouwelijke gametofyt te onderscheiden. Op grond van het moment van de reductiedeling valt bij de digenetische cyclus onderscheid te maken tussen een sporische cyclus en een gametische cyclus.

#### Digenetische diplonten
Bij de digenetische cyclus met sporische meiose worden de haploïde (meio-)sporen gevormd door meiose. Bij de sporische cyclus zijn een- en tweehuizige soorten te onderscheiden.
Op grond van het verschil in grootte, morfologie en levensduur van de individuen onderscheidt men de isomorfe (van gelijke vorm) en de heteromorfe (van ongelijke vorm) generatiewisseling. Dominantie in de ruimte gaat meestal gepaard met dominantie in de tijd: de morfologisch meest ontwikkelde fase leeft meestal ook het langst.
Bij de isomorfe digenetische cyclus zijn de generaties vrijwel gelijk van vorm en gelijk van levensduur. Dergelijke organismen worden ook isomorfe diplohaplonten genoemd. Een dergelijke cyclus wordt aangetroffen bij enkele bruinwieren (Phaeophyta), roodwieren (Rhodophyta) en groenwieren (Chlorophyta), evenals bij alle slijmzwammen van het fylum Plasmodiophoromycota en enkele schimmels van de fyla Chytridiomycota en Ascomycota.
Bij de heteromorfe digenetische cyclus met dominante gametofyt overheerst de gametofyt in grootte en levensduur. Een dergelijke cyclus wordt gevonden bij talrijke algen (Haptophyta), verscheidene bruinwieren (Phaeophyta), groenwieren (Chlorophyta) en roodwieren (Rhodophyta), levermossen (Marchantiophyta), hauwmossen (Anthocerotophyta) en mossen (Bryophyta).
Bij de heteromorfe digenetische cyclus met dominante sporofyt overheerst de gametofyt in grootte en levensduur. Dit type cyclus komt voor bij enkele algen (diverse bruinwieren, groenwieren), enkele slijmzwammen, bepaalde groepen schimmels (enkele Chytridiomycota) en bij varens en bij zaadplanten (de naaktzadigen (gymnospermen) en de bedektzadigen).

#### Digenetische diplohaplonten
Bij de digenetische cyclus met gametische meiose worden door mitose de diploïde mitosporen gevormd. De gametofyt die hier uit ontstaat is dan diploïde. In de gametangia ontstaan door meiotische delingen de haploïde gameten. Een voorbeeld is hier het groenwier Cladophora glomerata.
| ← | bevruch- ting | B! { | ← ← |

| →R! | sporische (intermediaire) meiose | → |

| ← | bevruch- ting | B! { | ← ← |

| →R! | sporische (intermediaire) meiose | → |

| ← | bevruch- ting | B! { | ← ← |

| →R! | sporische (intermediaire) meiose | → |

| ← | bevruch- ting | B! { | ← ← |

| →R! | sporische (intermediaire) meiose | → |

| ← | bevruch- ting | B! { | ← ← |

| →R! | sporische (intermediaire) meiose | → |

| ← | bevruch- ting | B! { | ← ← |

| →R! | sporische (intermediaire) meiose | → |

Diplohaplonten met digenetische cyclus

### Trigenetische cyclus
Bij diplohaplonten met een trigenetische cyclus (zelden ook trifasische cyclus genoemd) is er een afwisseling van drie verschillende generaties: één gametofyt-generatie en twee sporofyt-generaties. Men kent dit type cyclus bij de Florideophycideae, behorende bij de roodwieren (Rhodophyta), bij de Basidiomycota en enkele groepen van de Ascomycota (met name bij de Taphrinomycetes en Ascomycetes).
In het geval van de roodwieren wordt de extra generatie gevormd door een uit de zygote ontwikkelde diploïde carposporofyt. De carposporofyt vormt (door mitose) de eveneens diploïde carposporen, die zich verder ontwikkelen tot de diploïde meiosporofyt, ook wel tetrasporofyt. Deze laatste vormt dan door meiose de haploïde tetrasporen. Deze sporen ontwikkelen zich tot de haploïde gametofyt.

## Cytologische kernfasewisseling
De (cytologische) kernfasewisseling is het aspect van de levenscyclus dat betrekking heeft op de ploïdie (het aantal sets chromosomen). Het betreft de afwisseling van kernfasen; de afwisseling van een haplofase en een diplofase. Kernfasen vallen meestal samen met generaties. Vaak worden de termen levenscyclus en generatiewisseling zonder onderscheid gebruikt en wordt er meestal gedoeld op de kernfasewisseling.
Bij de vorming van de zygote versmelten 2 gameten en hun kernen, waarbij het aantal chromosomen in de nieuwe kern het dubbele aantal wordt van dat van de gameten: de zygote is een diploïde cel. Bij de meiose (reductiedeling) wordt het aantal chromosomen in de sporen (die hier ook wel meiosporen heten) teruggebracht tot het oorspronkelijke haploïde aantal. Deze meiose kan plaatsvinden op verschillende momenten ten opzichte van versmelting van de gameten: zygotische, gametische en sporische of intermediaire meiose. 
Zo zijn er drie typen cycli te onderscheiden: haplofasisch, diplofasisch en diplohaplofasisch. De drie te onderscheiden hoofdtypen zijn:
- Haplonten met een haplofasisch levenscyclus en met een zygotische meiose, direct volgend op de vorming van de zygote
- Diplonten met een diplofasische levenscyclus en met een gametische meiose, direct voorafgaand aan de vorming van de gameten
- Diplohaplonten met een diplohaplofasische levenscyclus en met een intermediaire of sporische meiose, anders geformuleerd: haplodiplonten met een heterofasische levenscyclus en met een intermediaire meiose

### Haplonten: haplofasische cyclus en zygotische meiose
In het geval van een haplofasische cyclus vindt de meiose direct na de vorming van de zygote plaats. Men spreekt hier ook wel van zygotische meiose. Een organisme met een dergelijke cyclus wordt haplont genoemd. Bij dit type cyclus is er geen sprake meer van afwisseling van kernfasen, omdat er alleen een haploïde fase is. Voorbeelden zijn te vinden bij veel algen (Dinophyta, diverse Heterokontophyta en Chlorophyta), cellulaire slijmzwammen (Acrasiomycota) en bepaalde schimmels (Zygomycota en diverse Chytridiomycota en Ascomycota).

### Diplonten: diplofasische cyclus en gametische meiose
Bij organismen met een diplofasische cyclus vindt de meiose direct voor de bevruchting plaats, dus bij de vorming van de gameten. Bij deze gametische meiose is er geen sprake meer van afwisseling van kernfasen. Voorbeelden zijn te vinden bij verschillende algen van de stammen Heterokontophyta en Groenwieren (Chlorophyta), evenals bij de schimmels, waterschimmels en enkele Ascomycota. Een organisme met een dergelijke cyclus wordt diplont genoemd.

### Diplohaplonten: diplohaplofasische cyclus en intermediaire of sporische meiose
Bij veel organismen treedt de meiose op ongeveer in het midden van de cyclus, waarbij de sporen (die hier ook wel meiosporen heten) het onmiddellijke product zijn. Bij deze intermediaire of sporische meiose is er een afwisseling van een diploïde en een haploïde fase. Organismen met een dergelijke cyclus zijn diplohaplont.
Van dit type cyclus zijn er talloze voorbeelden, zoals veel algen (onder andere "Heterokontophyta", groenwieren, alle roodwieren) en alle Embryophyta met mossen, wolfsklauwen, varens en zaadplanten (naaktzadigen en bedektzadigen). 
Er zijn enkele monogenetische diplohaplonten, zoals enkele groenwieren.

#### Diplohaplonten met een digenetische cyclus
Bij diplohaplonten, soorten met een diplohaplofasische kernfasewisseling, is een grote variatie aan typen generatiewisseling, zoals:
Digenetische diplohaplonten worden verder onderverdeeld op grond van de verhouding tussen de gametofyt en de sporofyt:
- isomorfe digenetische cyclus met gametofyt en sporofyt gelijkwaardig in bouw en levensduur (veel bruinwieren, groenwieren en schimmels)
- heteromorfe digenetische cyclus met dominante gametofyt (bruinwieren, groenwieren, roodwieren en mossen s.l.)
- heteromorfe digenetische cyclus met dominante sporofyt (bruinwieren, groenwieren, slijmzwammen, alle vaatplanten)

Trigenetische diplohaplonten omvatten de verder zeer verschillende groepen roodwieren en schimmels als ascomyceten en basidiomyceten.

#### Diplohaplonten met een trigenetische cyclus
Bij de trigenetische cyclus van roodwieren bestaat de diploïde fase opeenvolgend uit:
- de carposporofyt (die door mitose de carposporen vormt), en
- de meiosporofyt (die door reductiedeling de meiosporen vormt).

## Samenvatting generatiewisseling en kernfasewisseling
Om de typen kernfasewisseling aan te geven zijn er verschillende terminologieën, afhankelijk van het centraal gestelde verschijnsel:
- het type organisme (haplont, diplont, diplohaplont),
- de aard van de levenscyclus (haplofasische, diplofasische of heterofasische levenscyclus)
- het moment van de meiose (zygotische, gametische of intermediaire meiose)

Bij de generatiewisseling staan het aantal generaties centraal. Er kunnen een, twee of drie generaties worden onderscheiden.
| Biologische levenscycli bij meercellige organismen met geslachtelijke voortplanting | Biologische levenscycli bij meercellige organismen met geslachtelijke voortplanting | Biologische levenscycli bij meercellige organismen met geslachtelijke voortplanting | Biologische levenscycli bij meercellige organismen met geslachtelijke voortplanting | Biologische levenscycli bij meercellige organismen met geslachtelijke voortplanting                                                      |
| ----------------------------------------------------------------------------------- | ----------------------------------------------------------------------------------- | ----------------------------------------------------------------------------------- | ----------------------------------------------------------------------------------- | --- |
| Cyto logische kernfase- wisseling                                                   | Organisme type:                                                                     | Haplont:                                                                            | Diplont:                                                                            | Diplohaplont = Haplodiplont: |
| Cyto logische kernfase- wisseling                                                   | Kernfase; Kernfasewisseling:                                                        | Haplofase; Haplofasisch                                                             | Diplofase; Diplofasisch                                                             | Haplofase ↻ Diplofase; Diplohaplofasisch = Heterofasisch                                                                                 |
| Cyto logische kernfase- wisseling                                                   | Meiose moment:                                                                      | Zygotisch ↓                                                                         | Gametisch ↓                                                                         | Sporisch, ↓ Intermediair |
| Morfo- logische generatie- wisseling                                                | Monogenetisch: (monofasisch) →                                                      | Monogenetische haplont                                                              | Monogenetische diplont                                                              | |
| Morfo- logische generatie- wisseling                                                | Digenetisch: (difasisch) →                                                          |                                                                                     | Digenetische diplont                                                                | Digenetische diplohaplont \| Isomorf, isospoor \| ↓ Heteromorf ↓ \| ↓ Heteromorf ↓ \| \| Isomorf, isospoor \| isospoor \| heterospoor \| |
| Morfo- logische generatie- wisseling                                                | Trigenetisch: (trifasisch) →                                                        |                                                                                     |                                                                                     | Trigenetische diplohaplont |
| Isomorf, isospoor                                                                   | ↓ Heteromorf ↓                                                                      | ↓ Heteromorf ↓                                                                      |                                                                                     | |
| Isomorf, isospoor                                                                   | isospoor                                                                            | heterospoor                                                                         |                                                                                     | |

In het samenvattende overzicht worden de cytologische kernfasewisseling (als kommen) en de morfologische generatiewisseling (als rijen) gecombineerd weergegeven.

## Afwisseling van individuen
In navolging van het onderzoek aan roodwieren door de Zweedse algoloog Svedelius is het ook mogelijk bij levenscycli onderscheid te maken tussen organismen op grond van de afwisseling van individuen: haplobionten en diplobionten.
Een haplobiont is een organisme waarbij de volledige levenscyclus zich binnen een enkel individu voltrekt.
Als haplobionten worden beschouwd de organismen met een monogenetische cyclus (sommige bruinwieren zoals Fucus, groenwieren zoals Spirogyra), die met een digenetische cyclus waarbij een van de generaties vastgehecht, parasitair leeft op de andere (alle mossen, levermossen, hauwmossen en zaadplanten) en die met trigenetische cyclus (veel roodwieren), waarbij de carposporofyt en de meiosporofyt leven op de gametofyt.
Een diplobiont is een organismen waarbij men in de levenscyclus twee verschillende individuen kan onderscheiden, die elk weer overeenkomen en één of met twee generaties.
Bij een digenetische cyclus komt elke generatie overeen met een individu. Een voorbeeld wordt gevormd door de varens, waar de diploïde sporofyt zich afwisselt met de kleine, haploïde gametofyt. Een ander voorbeeld wordt gevormd door het groenwier zeesla (Ulva lactuca). Dit zeewier heeft een vrijwel gelijkvormige haploïde en diploïde generatie. Bij een trigenetische cyclus, zoals die voorkomt bij vele roodwieren, leeft de carposporofyt op de gametofyt en leeft de meiosporofyt als een zelfstandig individu.
|  | 1 individu | 1 individu  | 1 individu | ↘ |
|  |            | gameto- fyt |            |   |
|  |            |             | ↓          |   |
|  |            |             |            |   |
|  |            |             |            | ↙ |

|  |  | 1 individu  |                  |   |  |  |   |
|  |  |             | meio- sporo- fyt |   |  |  |   |
|  |  |             |                  |   |  |  |   |
|  |  |             |                  | ↘ |  |  |   |
|  |  | gameto- fyt |                  |   |  |  |   |
|  |  |             |                  | ↓ |  |  |   |
|  |  |             |                  |   |  |  |   |
|  |  |             |                  |   |  |  | ↙ |

|  |  | 1 individu       |             |   |  |  |   |
|  |  |                  | gameto- fyt |   |  |  |   |
|  |  |                  |             |   |  |  |   |
|  |  |                  |             | ↘ |  |  |   |
|  |  | meio- sporo- fyt |             |   |  |  |   |
|  |  |                  |             | ↓ |  |  |   |
|  |  |                  |             |   |  |  |   |
|  |  |                  |             |   |  |  | ↙ |

|  |  |             | 1 individu        |                  |   |   |  |   |
|  |  |             |                   | meio- sporo- fyt |   |   |  |   |
|  |  |             |                   |                  |   |   |  |   |
|  |  |             |                   |                  | ↘ |   |  |   |
|  |  |             | carpo- sporo- fyt |                  |   |   |  |   |
|  |  |             |                   |                  | ↓ |   |  |   |
|  |  |             |                   |                  |   |   |  |   |
|  |  | gameto- fyt | gameto- fyt       | gameto- fyt      |   |   |  | ↓ |
|  |  | gameto- fyt | gameto- fyt       | gameto- fyt      |   |   |  |   |
|  |  | gameto- fyt | gameto- fyt       | gameto- fyt      | ↙ |   |  |   |
|  |  |             |                   |                  |   | ← |  |   |

| 1ste individu | 1ste individu | 1ste individu | → | 2de individu | 2de individu     | 2de individu |
|               | gameto- fyt   |               |   |              | meio- sporo- fyt |              |
|               |               |               | ← |              |                  |              |

|  |             | 1ste individu | 1ste individu     | 1ste individu     | 1ste individu | → | 2de individu | 2de individu     | 2de individu |
|  |             |               | carpo- sporo- fyt | carpo- sporo- fyt |               |   |              | meio- sporo- fyt |              |
|  | gameto- fyt |               | carpo- sporo- fyt | carpo- sporo- fyt |               |   |              | meio- sporo- fyt |              |
|  |             |               |                   |                   |               |   |              | meio- sporo- fyt |              |
|  |             |               |                   |                   | ←             |   |              |                  |              |

## Voorbeelden kernfase- en generatiewisseling
Een voorbeeld van de toepassing van het schema vormen de meeste planten: dit zijn digenetische diplohaplonten met een grote verscheidenheid aan levenscycli. Het zijn organismen met een diplohaplofasische (= heterofasische) levenscyclus met afwisseling van een haplofase en een diplofase, met sporische (= intermediaire) meiose en met een isomorfe of een heteromorfe generatiewisseling. Voorbeelden zijn de mossen (levermossen, 'echte' mossen en hauwmossen), wolfsklauwen, 'echte' varens, en zaadplanten (naaktzadigen en bedektzadigen). Bij de zaadplanten wordt de levenscyclus vaak op andere wijze beschreven.
Veel dieren zijn monogenetische diplonten. Het zijn organismen met een diplofasische levenscyclus (met alleen een diplofase), met een gametische meiose en met slechts een generatie (dus geen generatiewisseling). Bij dieren worden de verschillende typen levenscyclus onderscheiden op grond van andere kenmerken, zoals metamorfose (gedaanteverwisseling) of levensstadia bij meercellige parasieten.
Hieronder worden enkele groepen verder toegelicht.

### Levermossen, mossen en hauwmossen

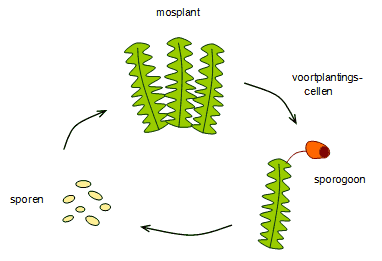
Levenscyclus bij mossen

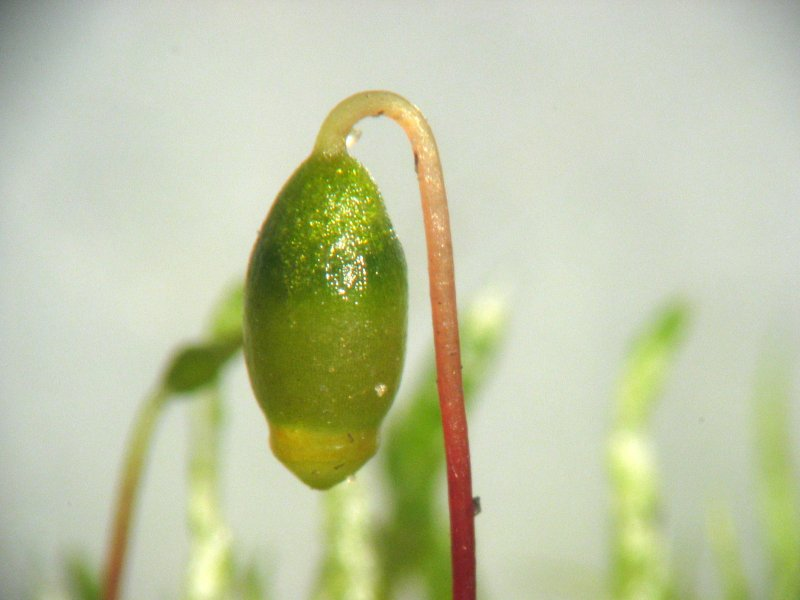
Sporogoon van Bryum argenteum.

Bij levermossen, mossen en hauwmossen, die alle behoren tot de Embryophyta (landplanten), is de haploïde gametofyt de dominante fase. De mossen hebben bebladerde stengels, evenals een groep levermossen. De hauwmossen zijn thalleus, evenals de overige niet-bebladerde levermossen.
De gametofyt is het haploïde mosplantjes, dat kan fotosynthetiseren en zelfstandig leeft. De mannelijke en de vrouwelijke voortplantingsorganen worden in veel gevallen op dezelfde plant gevormd ('eenhuizig'), maar in andere gevallen zijn de planten van mannelijk of vrouwelijk ('tweehuizig'). De vrouwelijke voortplantingsorganen zijn de archegonia waar de eicellen worden gevormd en de mannelijke zijn de antheridia waar de zaadcellen worden gevormd. Onder vochtige omstandigheden (bijvoorbeeld tijdens regen met het spatwater) kunnen zaadcellen uit het antheridium naar de eicel in het archegonium zwemmen en vindt de bevruchting plaats, waarbij een diploïde zygote wordt gevormd.
Het embryo dat zich binnen het archegonium uit de zygote begint te vormen, wordt beschermd en gevoed door de gametofyt. Het embryo ontwikkelt zich tot een sporofyt dat leeft ten koste van de gametofyt. De sporofyt heeft meestal een kapselsteel (seta, ontbreekt bij hauwmossen) met één eindstandig sporangium (sporogoon, sporendoosje, kapsel of theca). Het sporangium is bij bladmossen vaak afgedekt met dekseltje en heeft op de kapselmond vaak een gecompliceerd gebouwde rand met peristoomtanden die het uitstrooien van de sporen regelen. Bij mossen is soms nog een restant van het archegonium op het sporangium te vinden: een huikje. Bij levermossen opent het kapsel met vier tanden. Bij hauwmossen ontstaan er enkele spleten in het kapsel.
In het sporangium worden door meiose een groot aantal haploïde, gewoonlijk gelijkvormige sporen gevormd. Uit een spore groeit een (meestal) vertakt draadvormige voorkiem, het protonema. Op het protonema groeien de talrijke nieuwe mosplantjes. Gewoonlijk is het protonema vergankelijk, maar bij enkele soorten leeft het langer en heeft het een functie bij de fotosynthese.
Er is slecht één enkel individu, dat bestaat uit de gametofyt en de sporofyt, omdat de sporofyt "parasiteert" op de mosplant en er volledig afhankelijk van is.
In het schema staat de gametofyt met vette hoofdletters om aan te geven dat deze generatie dominant is.

### Wolfsklauwen en varens
Bij de Lycopodiopsida (wolfsklauwen) en Polypodiopsida (varens), die behoren tot de Embryophyta, is de diploïde sporofyt de dominante fase. De diplobionten hebben twee zelfstandige, elkaar afwisselende generaties. De sporofyt wordt dan ook meestal de 'varenplant' genoemd; de gametofyt is vaak onopvallend en soms moeilijk herkenbaar in het veld. 
Hoewel de levenscyclus van wolfsklauwen en varens overeenkomstige zijn, worden de varens toch meer verwant gezien aan de zaadplanten. De bladachtige structuren (fylloïden) bij de wolfsklauwen worden microfyllen genoemd, die bij de varen heten macrofyllen.

#### Wolfsklauwen
Bij de Lycopodiopsida (wolfsklauwen) zitten de sporangiën (sporendoosjes) elk op een 'stegofyl'. Stegofyllen onderscheiden zich van de gewone microfyllen. Ze staan gewoonlijk gegroepeerd in een strobilus ('sporenaar'). Veel groepen zijn isospoor (zoals Lycopodium, maar enkele groepen zijn heterospoor, zoals Selaginella: de macrosporangia (deze vormen de macrosporen) en microsporangia (deze vormen de microsporen) bevinden zich op stegofyllen in dezelfde strobilus.

#### Varens

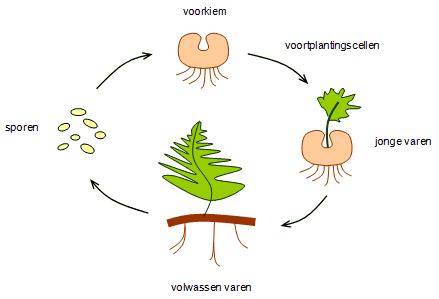
Levenscyclus van varens

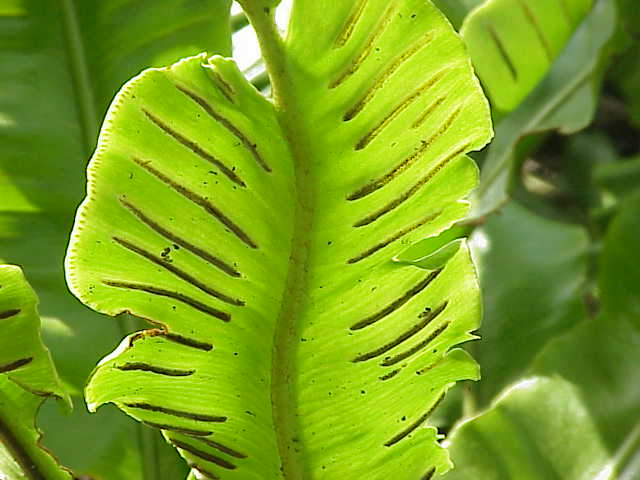
Blad van een tongvaren (Asplenium scolopendrium) met langwerpige sporenhoopjes

Volgroeide Polypodiopsida (varens) bezitten aan de onderzijde van de uitgegroeide, soms gespecialiseerde vruchtbare bladeren (sporofyllen de sori of "sporenhoopjes" met sporangiën. Bij verschillende soorten onderscheiden deze 'fertiele' sporofyllen zich van de gewone 'steriele' bladeren (trofofyllen) in vorm en grootte. Bij andere soorten bevinden zich de bladdelen met en zonder sporendoosjes op dezelfde bladen en is er geen differentiatie.
In de sporendoosjes ontstaan door meiose of reductiedeling de eencellige, haploïde sporen. De meeste varens zijn isospoor: alle sporen zijn van gelijke vorm. Een uitzondering is er bijvoorbeeld bij Equisetum dat een lichte vorm van heterosporie vertoont.
Een spore groeit uit tot een zelfstandig levende prothallium of voorkiem, bij varens in de vorm van een hartvormig blaadje. De prothallia groeien gewoonlijk of wat vochtige plaatsen. Aan de onderkant worden de voortplantingsorganen gevormd: de archegonia en de antheridia.
Onder vochtige omstandigheden zwemt de zaadcel uit het antheridium naar de eicel in het archegonium en vindt daar de bevruchting plaats. Uit de diploïde zygote (bevruchte eicel) groeit het embryo van een nieuwe varenplant. Deze varenplant zit eerst vastgehecht op de voorkiem en vormt al snel wortels voor een zelfstandige groei.
Mossen en varens hebben een sterk overeenkomende generatiewisseling, maar bij de mossen domineert de gametofyt (de mosplant) en parasiteert de sporofyt op de gametofyt; bij de varens domineert de sporofyt (de varenplant) en zijn beide generaties min of meer onafhankelijk. Bij varens is er een afwisseling van individuen die twee duidelijk van elkaar verschillende generaties vertegenwoordigen: de voorkiem (het prothallium) en de dominante varenplant.
Bij sommige varengroepen, zoals de Salviniales en Selaginella, ontwikkelt de vrouwelijke prothallium zich slechts binnen de wand van de spore en komt niet meer tevoorschijn, hoogstens nog enkele rizoïden.
In het schema staat de sporofyt met vette hoofdletters om aan te geven dat deze fase dominant is.

### Levenscyclus van hogere planten

#### Van zaad tot zaad
De levenscyclus van zaadplanten wordt gewoonlijk anders beschreven dan hierboven in termen van kernfasewisseling en generatiewisseling. De levenscyclus bij zaadplanten wordt gerekend van zaad tot zaad.
De zaden vormen de belangrijkste diasporen van de zaadplanten (naaktzadigen en bedektzadigen, die ook vruchten kunnen vormen). De verspreiding (disseminatie) van de zaden en van de eenzadige vruchten begint met het verlaten van de moederplant. 
Na doorbreking van een eventuele rusttoestand (kiemrust) kiemt het zaad, terend op zijn reservestoffen, tot een kiemplant met een spruit en een worteltje. In het jeugdstadium ontwikkelen zich stengels en wortels, gaat de plant water en voedsel opnemen en fotosynthetiseren. 
Wanneer het voortplantingsstadium wordt bereikt kan de plant zich vegetatief en/of generatief vermeerderen. Afhankelijk van de soort, zal de plant zich eenmaal of vaker in zijn leven voortplanten. Hun levensduur varieert van een seizoen tot vele jaren, in extreme gevallen meer dan 1000 jaar.
Bij monocarpische planten (hapaxanten) luidt de zaadvorming het afsterven van de plant in. Planten die meerdere malen kunnen bloeien en vruchtzetten zijn de overblijvende (polycarpische) planten, ook wel pollakanten. Deze overblijvende planten kunnen zich veelal goed vegetatief vermeerderen. Het leven van dergelijke planten is echter bij veel soorten niet onbeperkt door verouderingsverschijnselen.

#### Generatiewisseling

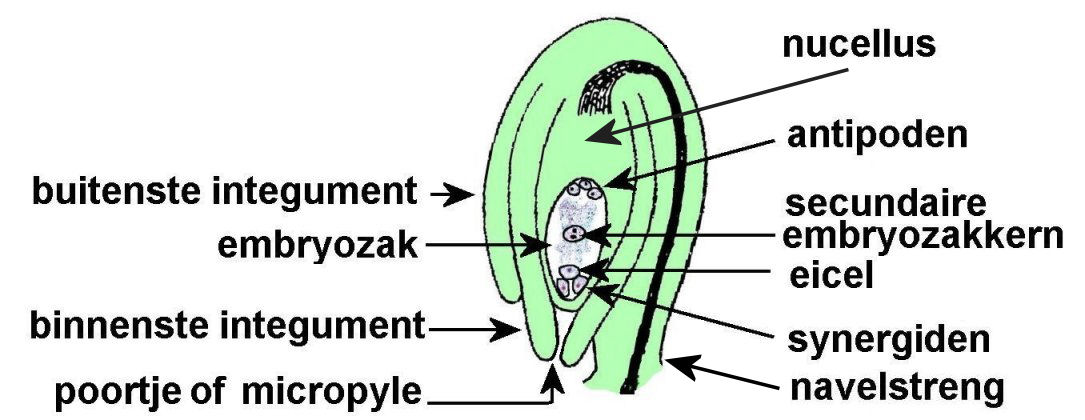
Zaadknop met embryozak (gametofyt) en eicel

De sterk gereduceerde vrouwelijke gametofyt (macrogametofyt) van zaadplanten (bedektzadigen en naaktzadigen) is de embryozak. Deze bevindt zich binnen de zaadknop: het door een of twee integumenten omgeven macrosporangium dat hier "nucellus" heet. De vrouwelijke gametofyt vormt door celdeling een eicel.
De mannelijke gametofyt is de stuifmeelkorrel, gevormd in het helmhokje van de meeldraad en wordt ook wel de microgametofyt genoemd. Zaadplanten vormen, met uitzondering van enkele naaktzadigen, geen vrij beweeglijke zaadcellen. Na kieming op de stempel vormt de stuifmeelkorrel onder andere twee generatieve kernen. Bij de bevruchting versmelt de kern van de eicel met een van de generatieve kernen en vormen zo een diploïde zygote. De eicel en generatieve cel hebben een enkele aantal chromosomen (n, haploïde), waardoor na versmelting van de kernen en de vorming van de zygote weer het dubbele aantal ontstaat (2n, diploïde). Ten slotte wordt in het zaad het embryo van de sporofyt gevormd.
Bij een heteromorfe sporische levenscyclus met dominante sporofyt is er slecht een individu, de plant (de gametofyten zijn microscopisch klein).

### Tabel met voorbeelden
| Biologische levenscyclus bij algen, schimmels en planten                           |                                                                            | | |                                                                      |                                                  |
| Cytologische kernfase wisseling                                                    | Morfologische generatiewisseling                                           | Morfologische generatiewisseling                                                                       | Morfologische generatiewisseling | Morfologische generatiewisseling                                     | Morfologische generatiewisseling                 |
| Cytologische kernfase wisseling                                                    | Monogenetische cyclus (met 1 generatie)                                    | Digenetische cyclus (met 2 generaties)                                                                 | Digenetische cyclus (met 2 generaties) | Digenetische cyclus (met 2 generaties)                               | Trigenetische cyclus (met 3 generaties)          |
| Cytologische kernfase wisseling                                                    | Monogenetische cyclus (met 1 generatie)                                    | Isomorfe digenetische cyclus                                                                           | Heteromorfe digenetische cyclus met dominante | Heteromorfe digenetische cyclus met dominante                        | Trigenetische cyclus (met 3 generaties)          |
| Cytologische kernfase wisseling                                                    | Monogenetische cyclus (met 1 generatie)                                    | Isomorfe digenetische cyclus                                                                           | gametofyt: | sporofyt:                                                            | Trigenetische cyclus (met 3 generaties)          |
| Haplont met haplofasische cyclus, en zygotische meiose                             | - Dinophyta (dinoflagellaten) - Xanthophyta - Chrysophyta                  | | |                                                                      |                                                  |
| Haplont met haplofasische cyclus, en zygotische meiose                             | - Chlorophyta (groenwieren) p.p. - Prasinophyta - Charophyta (kranswieren) | | |                                                                      |                                                  |
| Haplont met haplofasische cyclus, en zygotische meiose                             | - Acrasiomycota - Chytridiomycota p.p. - Zygomycota - Ascomycota p.p.      | | |                                                                      |                                                  |
| Diplont met diplofasische cyclus, en gametische meiose                             | - Bacillariophyta (diatomeeën) - Phaeophyta p.p.                           | | |                                                                      |                                                  |
| Diplont met diplofasische cyclus, en gametische meiose                             | - Chlorophyta (groenwieren) p.p.                                           | - Cladophora glomerata (groenwieren)                                                                   | |                                                                      |                                                  |
| Diplont met diplofasische cyclus, en gametische meiose                             | - Oomycota (waterschimmels) - Ascomycota p.p.                              | | |                                                                      |                                                  |
| Diplohaplont met diplohaplo- fasische cyclus, en intermediaire of sporische meiose |                                                                            | - Phaeohyta (bruinwieren) p.p.                                                                         | - Phaeohyta (bruinwieren) p.p. | - Phaeohyta (bruinwieren) p.p.                                       |                                                  |
| Diplohaplont met diplohaplo- fasische cyclus, en intermediaire of sporische meiose | - Prasiola stipitata (groenwier)                                           | - Chlorophyta (groenwieren) p.p.                                                                       | - Chlorophyta (groenwieren) p.p. | - Chlorophyta (groenwieren) p.p.                                     |                                                  |
| Diplohaplont met diplohaplo- fasische cyclus, en intermediaire of sporische meiose |                                                                            | | - Rhodophyta (roodwieren) p.p. - Bangiophyceae |                                                                      | - Rhodophyta (roodwieren) p.p. - Florideophyceae |
| Diplohaplont met diplohaplo- fasische cyclus, en intermediaire of sporische meiose | - Plasmodiophoromycota - Chytridiomycota p.p. - Ascomycota p.p.            | | - Myxomycota - Chytridiomycota p.p. | - Ascomycota p.p. - Taphrinomycetes - Pezizomycotina - Basidiomycota |                                                  |
| Diplohaplont met diplohaplo- fasische cyclus, en intermediaire of sporische meiose |                                                                            | "mossen": - Bryophyta ('echte' mossen) - Marchantiophyta (levermossen) - Anthocerotophyta (hauwmossen) | - Lycopsida - Pteropsida (varens) - Psilotopsida - Ophioglossales - Psilotales - Equisetopsida - Marattiopsida - Polypodiopsida - Spermatophyta - Cycadopsida - Ginkgoales - Gnetales - Pinales - Angiospermae |                                                                      |                                                  |

De hoogst ontwikkelde groene planten, de embryophyta, hebben een heteromorfe digenetische cyclus met diplohaplofasische dominante sporofyt, wat samenhangt met het leven op land. De hoogste verscheidenheid van levenscycli is bij de groenwieren (Chlorophyta), die alle soorten cycli vertegenwoordigen, behalve trigenetische cyclus, op de voet gevolgd door de algengroep van de Heterokontophyta.

## Andere vormen van levenscyclus

### Gedaanteverwisseling of metamorfose
Bij dieren en bij enkele planten wordt de volledige cyclus wordt gevormd door één enkele generatie (zie monogenetische cyclus). Ook wordt hier wel (verwarrenderwijze) gesproken van generaties.
Metamorfose of gedaanteverwisseling is de afwisseling van gedaanten, zoals ei, larve en nimf. Veel geleedpotigen, amfibieën, weekdieren, kreeftachtigen, neteldieren, stekelhuidigen en manteldieren ondergaan een metamorfose, die meestal gepaard gaat met veranderingen in habitat en gedrag van het organisme.

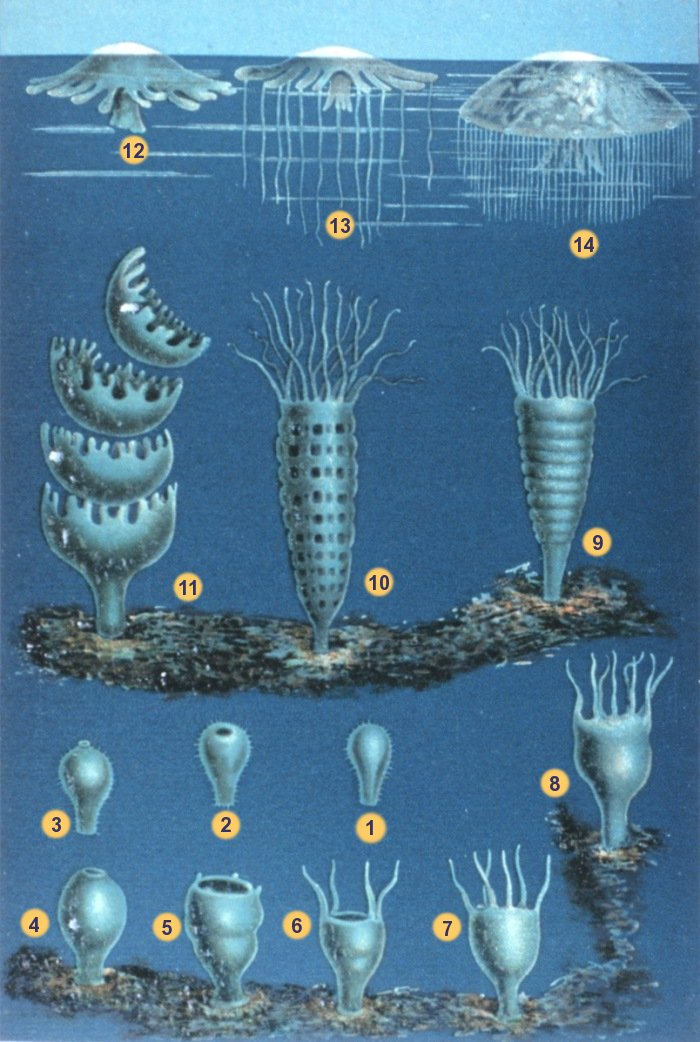
Metamorfose bij Medusozoa (Cnidaria (neteldieren))
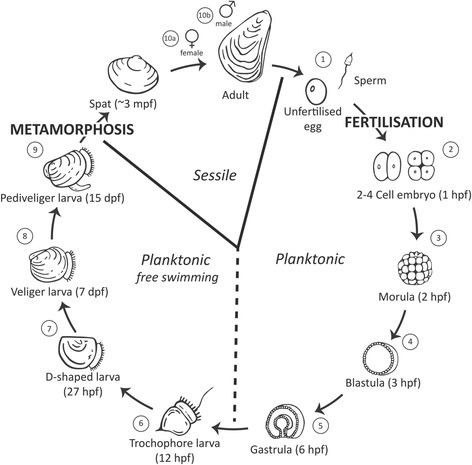
Metamorfose bij tweekleppigen.

#### Gedaanteverwisseling bij amfibieën
Amfibieën komen uit het ei als een larve met uitwendige kieuwen. De ontwikkeling tot volwassen dier verloopt geleidelijk onder invloed van hormonen. Fysieke ontwikkeling en groei gaan hier samen.

#### Gedaanteverwisseling bij geleedpotigen
Bij geleedpotigen, met name bij insecten, kunnen een onvolledige en een volledige gedaanteverwisseling worden onderscheiden.
| Onvolledige gedaanteverwisseling |
| eicel → bevruchting → zygote → groei en ontwikkeling → één of meer nimfenstadia → uitsluipen → → ( subimago ) → imago (volwassen insect) → geslachtelijke voortplanting → eicel |

| Volledige gedaanteverwisseling |
| eicel → bevruchting → zygote → groei en ontwikkeling → larve → verpopping → popstadium → → ontpopping → imago (volwassen insect) → geslachtelijke voortplanting → eicel |

### Levenscyclus van parasieten
Op grond van de grootte van de parasieten onderscheidt men microparasieten en macroparasieten: Parasitaire organismen als virussen en bacteriën worden hieronder niet behandeld. Tot de microparasieten worden de virussen gerekend (virussen zijn altijd parasitair) en bacteriën, waarvan ook enkele groepen als Rickettsiae endoparasitair (in de gastheercellen) leven. 
Parasitaire eukaryote, meercellige organismen worden hier wel behandeld. De macroparasieten zijn groter, leven langer, en hebben ten minste een stadium van hun levenscyclus buiten de gastheer.

#### Gastheerwisseling
Bij de levenscyclus van meercellige eukaryote parasitaire organismen worden op grond van de eventuele wisseling van gastheren en het moment van de geslachtelijke voortplanting verschillende typen levenscyclus onderscheiden.
- Een directe of monogenetische (parasitaire) levenscyclus is een levenscyclus met slechts een gastheer.
- Een complexe of indirecte levenscyclus is een levenscyclus met meer dan een gastheer. Bij de digenetische (parasitaire) levenscyclus zijn er afwisselend twee gastheren: een tussengastheer en een definitieve gastheer.
  - bij een intermediaire gastheer vindt er bij de betreffende tussengastheer hoogstens ongeslachtelijke voortplanting van de parasiet plaats
  - bij de definitieve of primaire gastheer vindt er bij de betreffende gastheer wel geslachtelijke voortplanting van de parasiet plaats.

Hier valt op dat dezelfde termen ("monogenetisch" en "digenetisch") gebruikt worden als bij de generatiewisseling, maar met een geheel andere betekenis (zie monogenetische cyclus en digenetische cyclus).

#### Specificiteit
Onder specificiteit wordt de mate van gebondenheid aan, of specificiteit voor een bepaalde gastheer verstaan. 
Er is een grote variatie in specificiteit. Op grond daarvan worden onderscheiden: facultatieve parasieten, toevallige parasieten en obligate parasieten:
- Facultatieve parasieten kunnen hun levenscyclus ook volbrengen zonder een parasitair stadium.
- Toevallige parasieten kunnen ten koste van een gastheer leven, maar gaan daar gewoonlijk te gronde.
- Obligate parasieten kunnen daarentegen alleen als parasiet hun levenscyclus volbrengen. Bij de obligate parasieten kan onderscheid gemaakt worden tussen:
  - Euryxene parasieten parasiteren op veel verschillende, niet-verwante soorten van gastheren.
  - Stenoxene parasieten parasiteren op een aantal nauw verwante soorten als gastheer;
  - Homoxene of monoxene parasieten zijn specifiek voor slechts een gastheersoort;

#### Plaats bij de gastheer
Op grond van de plaats, waar de parasieten zich bij de gastheer bevinden, onderscheidt men endo- en ectoparasieten:
- Endoparasieten bevinden zich binnen de gastheer, in de organen of zelfs binnen de cellen
- Ectoparasieten bevinden zich op de oppervlakte (huid, vacht, veren) van de gastheer

### Levensfasen van de mens
Traditioneel worden er bij de mens veelal als levensfasen onderscheiden:
 baby → peuter → kleuter → schoolkind → puber → adolescent → volwassene → oudere → bejaarde 
Ook andere, soms meer gedetaillerde indelingen zijn mogelijk.